# Eugen von Falkenhayn
Eugen von Falkenhayn (4 de septiembre de 1853 - 3 de enero de 1934) fue un General de Caballería alemán, oficial comandante del XXII Cuerpo de Reserva en la I Guerra Mundial y Chambelán de la emperatriz Augusta Victoria.

## Biografía
Falkenhayn nació en Burg Belchau, Prusia Occidental (Białochowo, Polonia), hijo de Fedor von Falkenhayn (1814-1896) y de Franziska von Falkenhayn, nacida von Rosenberg (1826-1888). Su hermano Arthur (1857-1929) fue tutor del Príncipe de la Corona Guillermo mientras que Erich (1861-1922), se convirtió en ministro de guerra prusiano y jefe del Estado Mayor Alemán. Su única hermana Olga von Falkenhayn fue la madre del Mariscal de Campo Fedor von Bock.
Falkenhayn se unió al Ejército prusiano el 2 de agosto de 1870 en el Regimiento de Coraceros de la "Reina" (Pomerano) N.º 2 en Pasewalk, se convirtió en miembro del Estado Mayor Prusiano en 1883 y en agregado militar en París en 1887. En 1889 fue agregado al cuartel general de Guillermo II y se convirtió en educador del Príncipe Guillermo y del Príncipe Eitel Federico de Prusia. Retornó al Estado Mayor en 1894.
En 1895 Falkenhayn pasó a ser comandante del 1.º Regimiento de Dragones de la Guardia "Reina Victoria de Gran Bretaña e Irlanda" y en 1898 Jefe de Estado Mayor del IX Cuerpo de Ejército. En diciembre de 1901 Falkenhayn asumió el mando de la 19.ª Brigada de Caballería en Hannover y de la 11.ª División de Infantería en Breslau (Wrocław) el 15 de abril de 1908. Falkenhayn se retiró el 2 de mayo de 1910, fue promovido a "General der Kavallerie" y nombrado Oberhofmeister (Chambelán) de la emperatriz Augusta Victoria.

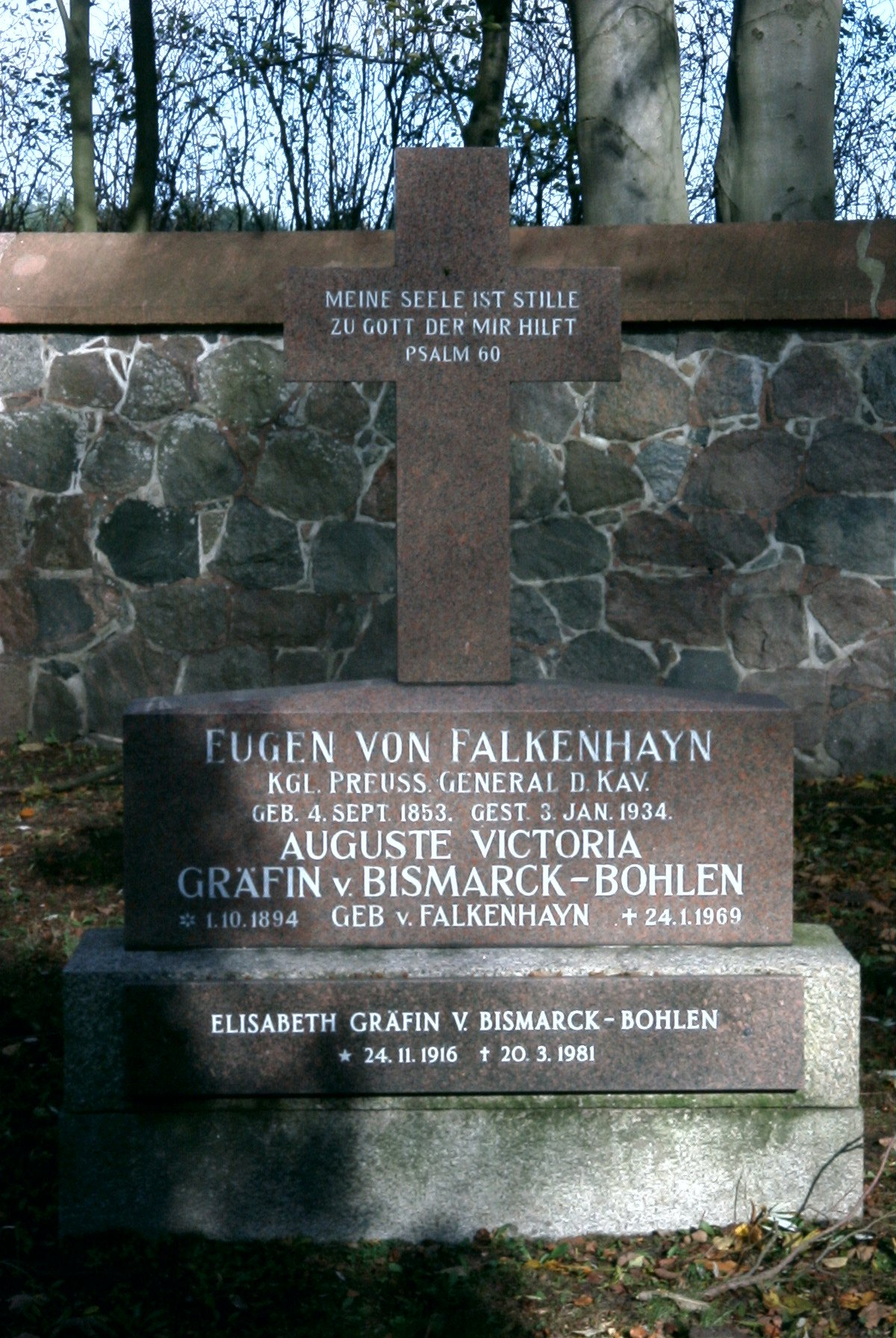
Tumba de Eugen von Falkenhayn en Steinfurth, cerca de Karlsburg en Prusia Occidental.

Falkenhayn fue reactivado al inicio de la I Guerra Mundial y se convirtió en comandante general del XXII Cuerpo de Reserva el 10 de septiembre de 1914. Su Cuerpo luchó en la batalla de Flandes, en la batalla de Gorlice-Tarnów, en Serbia como parte del III Ejército Austríaco a las órdenes del General Kövess. En 1916 el XXII Cuerpo de Reserva  fue desplegado en la batalla de Verdún y enviado al frente oriental para contener la Ofensiva Brusilov. Retornó a Alemania en noviembre de 1918 y Falkenhayn se retiró el 30 de junio de 1919.
Falkenhayn murió en Berlín-Lichterfelde el 3 de enero de 1934.

### Familia
Falkenhayn se casó con Louise von Dörnberg en 1893, su nieta Maria von Quistorp fue la esposa de Wernher von Braun.

## Condecoraciones
- Orden del Águila Roja[6]
- Orden de la Corona III clase[6]
- Cruz de Caballero de la Orden de Hohenzollern[6]
- Reconocimiento al Servicio Prusiano[6]
- Comandante de la Orden de Alberto el Oso[6]
- Orden de Enrique el León (II clase)[6]
- Comandante de la Orden del Grifón[6]
- Orden de Pedro Federico Luis[6]
- Orden de Alberto[6]
- Orden de la Corona (Wurtemberg)[6]
- Comandante de la Real Orden Victoriana[6]
- Orden de los Santos Mauricio y Lázaro[6]
- Comandante de la Orden de la Corona (Italia)[6]
- Comandante de la Orden de Orange-Nassau[6]
- Comandante de la Orden de Francisco José[6]
- Comandante de la Orden de la Corona (Rumania)[6]
- Pour le Mérite (28 de agosto de 1915) con Hojas de Roble (13 de noviembre de 1915)[7]